# 青森師範学校

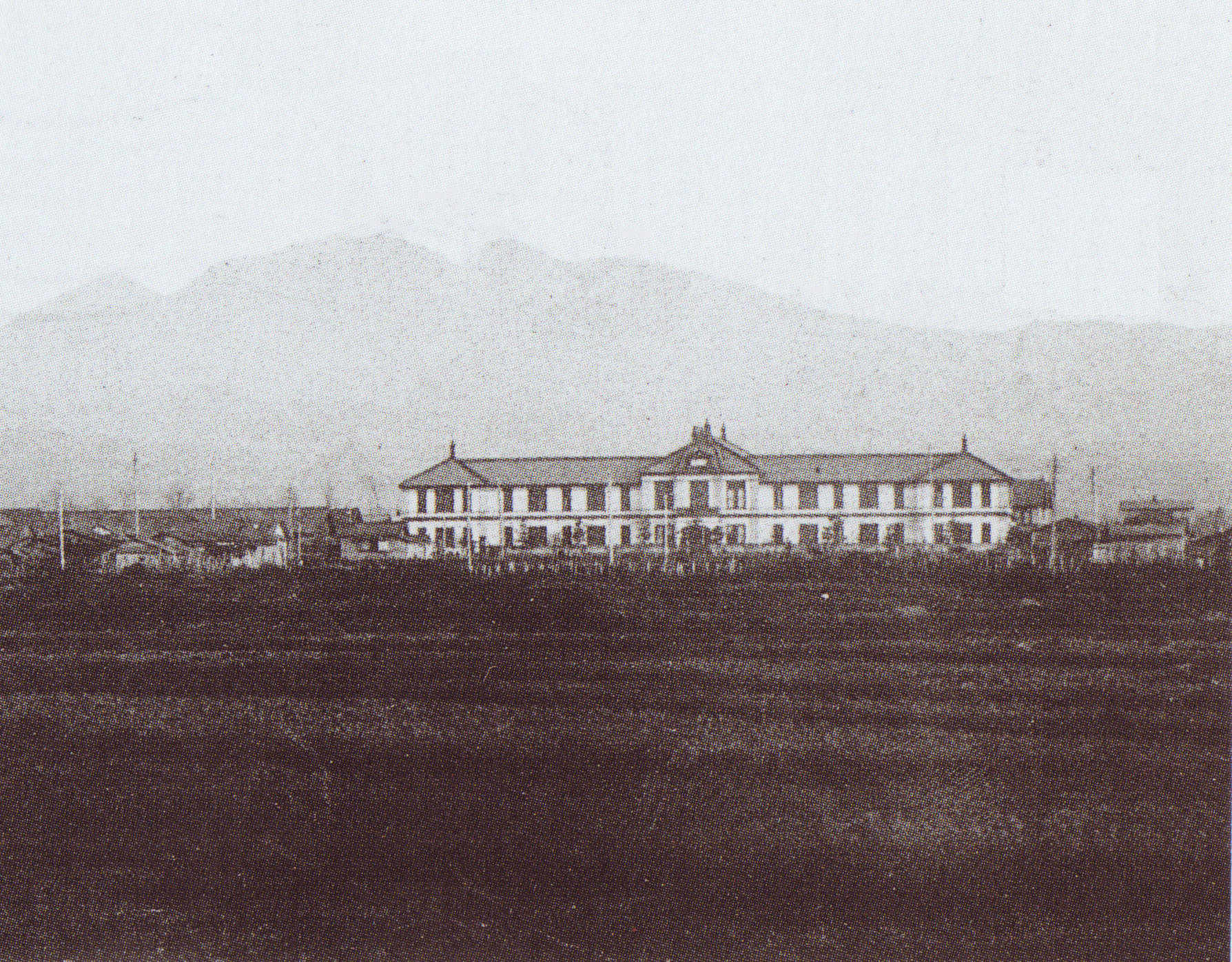
青森県師範学校、1924年。

青森師範学校 （あおもりしはんがっこう） は第二次世界大戦中の1943年 （昭和18年） に、青森県に設置された師範学校である。
本項は、青森県師範学校・青森県女子師範学校などの前身諸校を含めて記述する。

## 概要
- 青森県師範学校・青森県女子師範学校の統合・官立移管により設置され、男子部・女子部を置いた。
- 1876年 （明治9年） 設立の青森県小学師範学校を起源とする。
- 第二次世界大戦後の学制改革で新制弘前大学教育学部の前身の一つとなった。1949年（昭和24年）5月31日に弘前大学が設置され、教育学部が発足した[1]。

## 沿革

### 青森県立期

#### 青森県小学師範学校
- 1876年5月： 東京外国語学校教員 藤田利勝、青森県師範学校長兼教諭を嘱託される。
- 1876年8月25日： 青森県、師範講習所設置を布達 （青森県達第184号）。
- 1876年9月20日： 青森県、8月の達を取り消し、青森県小学師範学校 （本校：青森、分校：弘前） 設立を告示 （青森県布告第72号）。
- 1876年11月10日： 始業式を挙行。以後、11月10日を創立記念日とする。
  - 青森本校： 青森 新町の旧藩倉廩を使用[2]。本科 （修業年限2年）・予科 （同9ヶ月）。
  - 弘前分校： 弘前 亀甲町の旧藩倉廩を使用。当初は予科のみ。
- 1877年4月： 八戸分校を設置 （予科のみ。1881年5月廃止）。
- 1877年6月： 弘前分校に附属小学校を設置 （1879年1月廃止）。

#### 旧・青森県師範学校
- 1878年1月： 青森県師範学校と改称。青森本校に中学科を設置。
  - 同月、弘前 元寺町の含英小学校内に弘前仮女子師範学校を設置 （予科のみ、2年制）。
- 1879年2月： 青森本校の新校舎完成。附属小学校を設置。
- 1879年9月： 青森本校中学科を県立専門学校に改組 （文学・化学、予科1年半・本科2年）。
- 1880年10月： 本科・予科の区別を廃止。
- 1881年12月： 県内各郡に初等師範学校を設置 （青森・鰺ヶ沢・弘前・黒石・五所川原・七戸・田名部・三戸）。
- 1882年7月： 師範学校教則大綱に準拠。
  - 初等師範学科 （1年）・中等師範学科 （2年半）・高等師範学科 （4年） を設置。
- 1883年7月： 青森本校内の県立専門学校を廃止。
- 1884年6月： 県内各郡の初等師範学校を廃止。
- 1884年11月： 弘前分校を廃止。
- 1885年5月： 女子師範学校 （弘前） を廃止。10月、青森県師範学校に併設。

#### 青森県尋常師範学校
- 1886年9月： 師範学校令に準拠し、青森県尋常師範学校と改称 （本科4年制）。
- 1890年9月： 校舎焼失。近接の青森県尋常中学校元校舎を借用。
- 1891年11月： 同盟休校事件発生[3]。
  - 生徒らが天長節装飾のため休業を申入れるも伊藤校長に断られたことに端を発する。そこへ 「久邇宮殿下薨去」 の報で校長から休業命令が出されたが、職員に伝わっておらず、生徒らは寮から駆り出されて授業を受ける羽目になった。生徒らは同盟休校し校長排斥を要求したが、同窓生の奔走で処分生徒はなく、11月9日に復校した。校長の休職で決着。
- 1893年11月： 青森 寺町の新築校舎に移転 （現・青森市中央1丁目、青森市役所付近[4]）。

#### 青森県師範学校

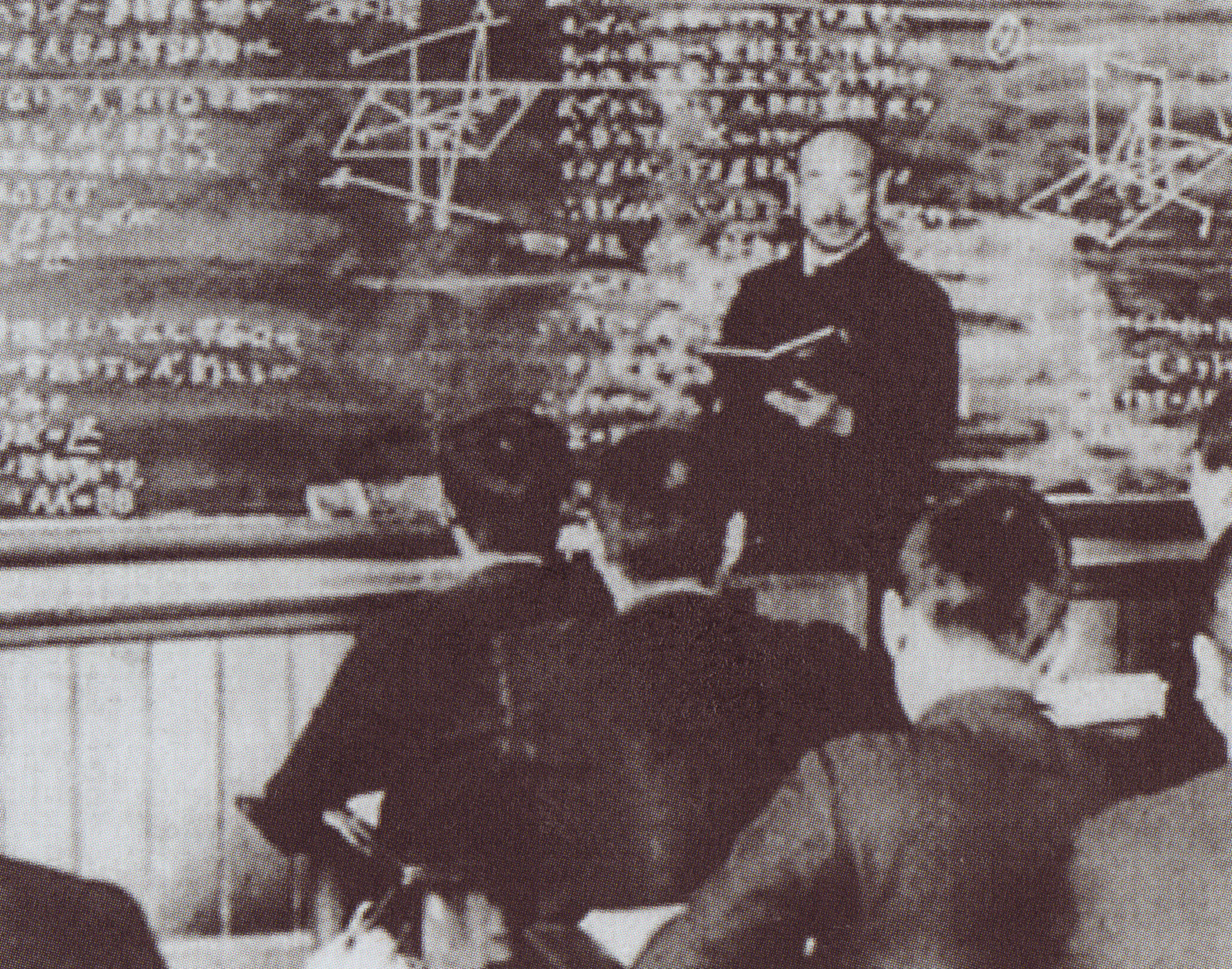
授業風景、1934年。

- 1898年4月： 師範教育令に準拠し、青森県師範学校と改称。
- 1908年4月： 本科第二部を設置 （男子： 中学卒対象、1年制。女子： 4年制高女卒対象、2年制）。
  - 従来の本科は本科第一部と改称 （4年制、3年制高等小学校卒［15歳以上］対象）。
- 1909年1月7日： 校歌制定。『山河秀づる』 （土井晩翠 作詞、楠美恩三郎 作曲）[注釈 1]。
- 1911年4月： 青森県女子師範学校開校。青森県師範学校は男子校となる。
- 1913年8月29日： 青森市大字造道字浪打 （現・花園2丁目） の新校舎に移転。
- 1917年4月： 農業補習学校を附設 （1926年3月廃止）。
- 1925年4月： 本科第一部を 5年制に変更 （2年制高等小学校卒対象に変更）。
- 1926年4月： 専攻科を設置 （1年制）。
- 1931年4月： 本科第二部を廃止。
  - 同月、校内に県立実業補習学校教員養成所を開設 （のちの青森青年師範学校）。
- 1937年4月： 本科第二部復活[6]。

#### 青森県女子師範学校

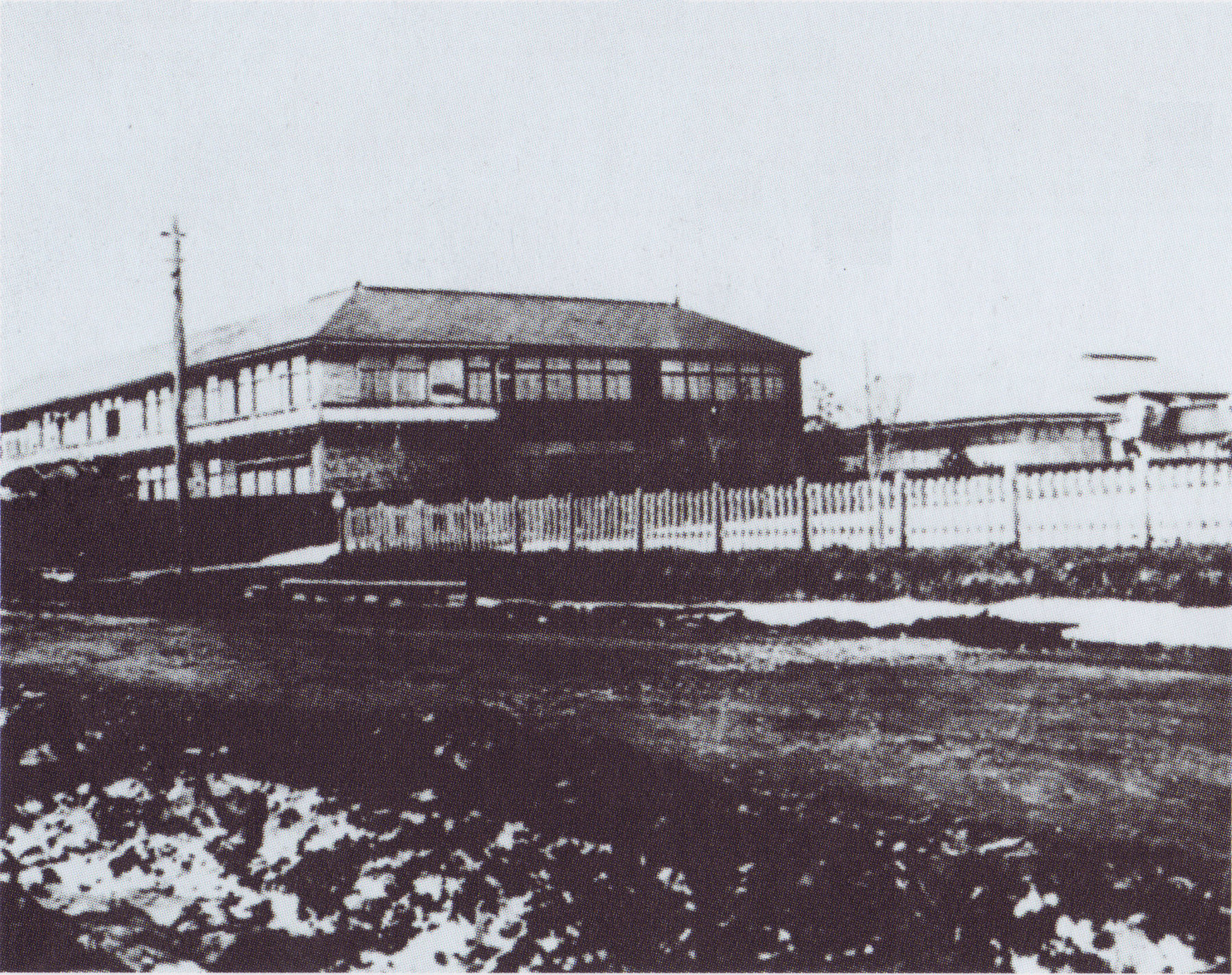
青森県女子師範学校

- 1878年1月： 弘前 元寺町の含英小学校内に弘前仮女子師範学校を設置 （予科のみ、2年制）。
- 1885年5月： 女子師範学校 （弘前） を廃止。10月、青森県師範学校に併設。
- 1910年3月12日： 青森県女子師範学校を設立し、1911年4月開校の旨告示。
- 1911年4月15日： 開校式。
  - 青森市浦町字野脇 （現・青森市堤町、青森市文化会館付近） の県立青森高等女学校に附設。
- 1925年4月： 本科第一部を 5年制に変更。
- 1926年4月： 専攻科を設置 （1年制）。

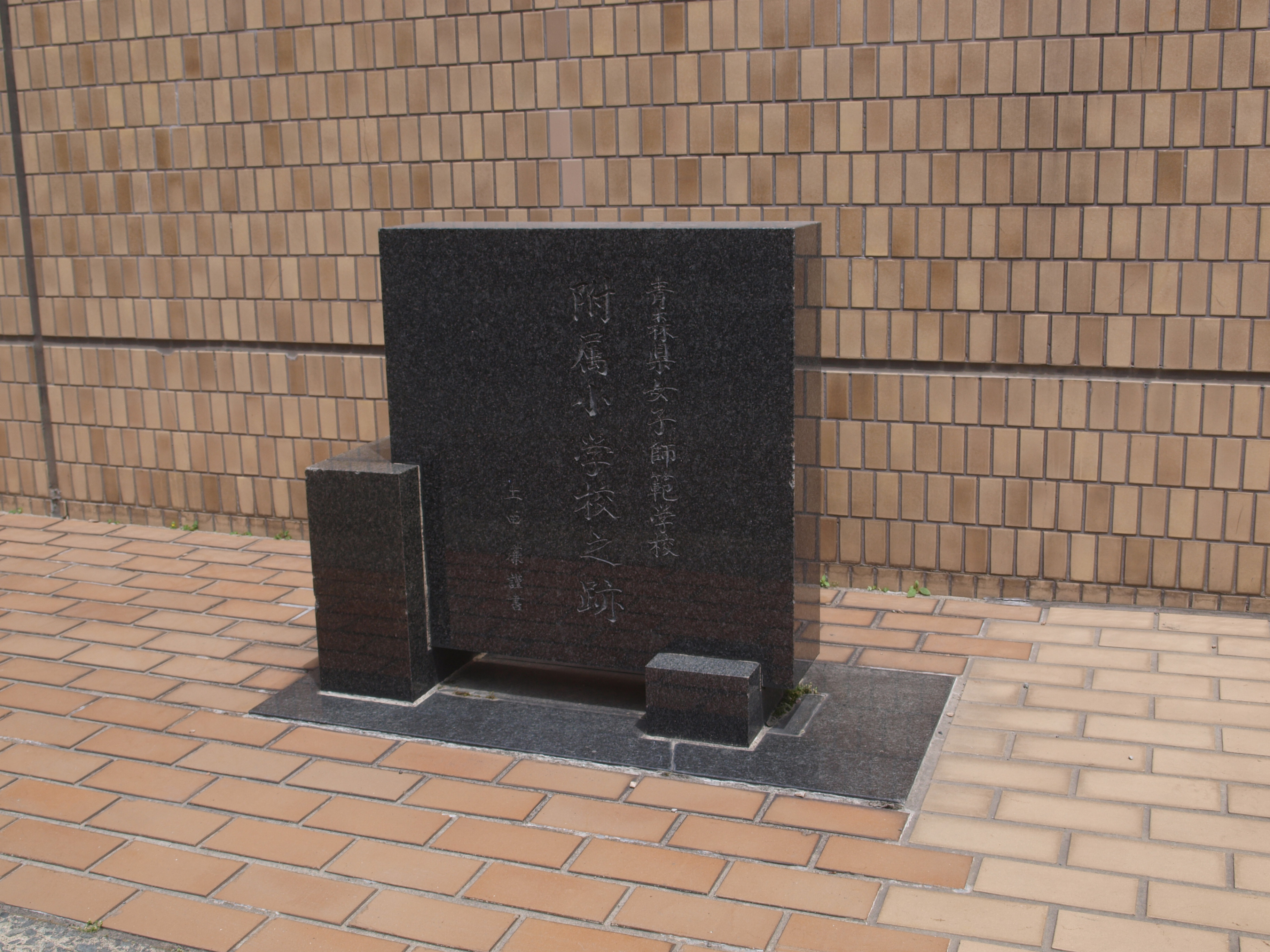
青森県女子師範附属小学校跡の碑（青森中央郵便局横）

- 1931年4月： 本科第二部を廃止。
- 青森県女子師範附属小学校跡の碑（青森中央郵便局横）1940年4月： 本科第二部復活。

### 官立期

#### 青森師範学校
- 1943年4月1日： 青森県師範学校・青森県女子師範学校を統合し、官立青森師範学校設置[7]。
  - 旧青森県師範学校校舎に男子部、旧青森県女子師範学校校舎に女子部を設置。
  - 本科 （3年制。中等学校卒対象）・予科 （2年制。高等小学校卒対象）。
- 1944年： 新校歌制定。『田茂木野はるか』 （東京音楽学校 作詞・作曲）。
- 1945年7月28日： 青森大空襲で男子部・女子部ともに校舎・附属校を焼失。
- 1945年9月20日： 男子部、軍馬補充部三木本支部 （現・十和田市） に集結、授業再開。
- 1945年11月： 弘前市へ移転。
  - 男子部： 時敏国民学校、女子部： 朝陽国民学校を借用。
- 1946年4月： 朝陽国民学校を附属校に。
- 1946年9月： 弘前城内旧陸軍第8師団兵器厰に移転。
- 1948年4月： 新制附属校 （附属弘前小学校・中学校および附属駒越小学校・中学校） を開設。
- 1949年5月31日： 新制弘前大学発足。
  - 青森師範学校は青森青年師範学校と共に教育学部の母体として包摂され、弘前大学青森師範学校となった。
- 1951年3月： 弘前大学青森師範学校第8回卒業式をもって旧制師範学校は廃止[7]。

## 歴代校長
青森県師範学校（前身諸校を含む）
- 藤田利勝：1876年5月 - 1881年8月
- 小野恒剛：1881年11月 - 1883年2月
- 沖津醇：1883年2月 - 1884年11月
- 小野恒剛：1884年11月1日（校長心得） [8]
- 小野恒剛：1886年4月10日[8] - 1890年9月26日
- 伊藤貞勝：1890年10月[9] - 1892年8月5日
- 和田豊：1892年8月5日 - 1896年6月11日
- 朝夷六郎：1896年8月13日 - 1898年1月8日
- 戸野周二郎：1898年1月22日 - 1899年6月28日
- 小林盈：1899年6月28日 - 1902年3月
- 中山民生：1902年3月14日 - 1904年6月30日
- 柿山清：1904年6月30日 - 1908年10月14日
- 秋鹿見橘：1908年10月14日 - 1912年2月22日
- 萱場今朝治：1912年2月22日 - 1919年11月
- 野島藤太郎：1919年11月 - 1923年3月
- 鶴岡重治：1923年3月31日[10] - 1925年5月
- 森山辰之助：1925年5月 - 1932年7月
- 三溝升一：1932年3月 - 1933年3月
- 熊谷美登利：1933年3月 - 1940年4月
- 上岡直二：1940年4月 - 1942年2月
- 渡辺広実：1942年2月 - 1943年3月

青森県女子師範学校
- 降屋虎尾：1911年2月1日 - 1913年5月31日
- 小平高明：1913年5月31日 - 10月23日
- 内田慶三：1913年10月23日 -
- 徳谷豊之助：1921年11月 -
- 関原重雄：1927年5月 -
- 樋渡熊雄：1929年4月 -
- 黒金厚美：1934年3月 -
- 三浦茂：1939年9月 - 1943年3月

官立青森師範学校
- 井東豊彦：1943年4月1日[11] - 1945年11月24日[12]
- 須貝清一：1945年11月24日[12] - 1949年5月
- 富野壮子路：1949年5月 - 1951年3月

## 校地の変遷と継承
青森師範学校男子部
前身の青森県師範学校から引き継いだ青森市大字造道字浪打 （現・青森市花園2丁目） の校地を使用したが、1945年7月28日の空襲で校舎を焼失した。第二次世界大戦後は青森県内の旧軍施設を借用したのち、1945年11月、弘前市の時敏国民学校 （現・弘前文化センター付近） に移転した。翌1946年9月には、弘前城三の丸跡 （弘前市白銀町［現・下白銀町、弘前城植物園付近］） の旧陸軍第8師団兵器廠に移転し、男子部・女子部が統合された。同校地は後身の新制弘前大学教育学部に引き継がれたが、1962年1月、火災で西校舎が全焼した。その後、教育学部校舎は現在の文京町地区に再建・増築され、現在に至っている。
青森師範学校女子部
前身の青森県女子師範学校から引き継いだ青森市浦町字野脇 （現・青森市堤町、青森市文化会館付近） の校地を使用したが、1945年7月28日の空襲で校舎を焼失した。第二次世界大戦後の 1945年11月、弘前市の朝陽国民学校 （現・弘前大学医学部基礎校舎。弘前医科大学 (旧制)を参照） に移転し、さらに 1946年9月、弘前城内の旧陸軍第8師団兵器廠に移転し、男子部と統合された。

## 著名な出身者
- 楠美恩三郎 - 作曲家。1884年 （明治17年） 2月弘前分校初等師範科卒。
- 工藤卓爾 - 青森市初代市長
- 小野才八郎 - 小説家
- 田村勝夫 - 編集者、出版事業家
- 鈴木喜代春 - 児童文学作家
- 加藤謙一 - 雑誌編集者
- 葉治英哉 - 小説家 ※中退
- 原子昭三 - 著作家、教育者
- 小井川潤次郎 - 民俗学者、郷土史家
- 中村拓道 - 衆議院議員、八戸市長
- 関晴正（1945年） - 衆議院議員
- 木村文男 - 衆議院議員
- 竹林やゑ子 - 青森師範学校初の女性講師として教壇に立った。

ほかに、弘前大学の人物一覧も参照。